# Pomacentrus cuneatus
Pomacentrus cuneatus es una especie de peces de la familia Pomacentridae en el orden de los Perciformes.

## Morfología
Los machos pueden llegar alcanzar los 7,5 cm de longitud total.

## Hábitat
Es un pez de mar.

## Distribución geográfica
Se encuentra en  Java, Sulawesi, Singapur, oeste de Malasia, Golfo de Tailandia y Luzón (Filipinas ).